# Юрківка (Тульчинський район)
Юркі́вка — село в Україні, у Шпиківській селищній громаді Тульчинського району Вінницької області. До 2020 орган місцевого самоврядування — Юрківська сільська рада, якій підпорядковувалися села Юрківка та Станіславка. Населення становить 1060 осіб.

## Історія
7 (20) листопада 1917 року, відповідно до Третього Універсалу Української Центральної Ради, увійшло до складу Української Народної Республіки.
Під час організованого радянською владою Голодомору 1932—1933 років померло щонайменше 270 жителів села.
12 червня 2020 року, відповідно до Розпорядження Кабінету Міністрів України від  № 707-р «Про визначення адміністративних центрів та затвердження територій територіальних громад Вінницької області», увійшло до складу Шпиківської селищної територіальної громади.
19 липня 2020 року, в результаті адміністративно-територіальної реформи та ліквідації Тульчинського район(1923 — 2020), село увійшло до складу новоутвореного Тульчинського району.

## Транспорт
У селі знаходиться станція Юрківка на електрифікованій залізниці напрямку Жмеринка-Вапнярка-Одеса, де зупиняються приміські електропоїзди сполученням Вапнярка-Жмеринка.
Сусідні станції — Рахни, Журавлівка.
Сусідні вузлові станції — Жмеринка, Вапнярка. На станції Вапнярка можна здійснити пересадку на електропотяги до станції Подільськ, а також Христинівки, пасажирські потяги до станцій Одеса, Умань, Черкаси. На станції Жмеринка можна здійснити пересадку на приміські електропотяги до Козятина, Києва, Підволочиська та Могилева-Подільського.
Електропотяги на шляху прямування від Жмеринки до Жуківців проходять такі станції та зупинки: Садова. На шляху від Жуківців до Вапнярки — Будьки, Митланівка, Ярошенка, Краснівка, Бушинка, Рахни, Шпиків, Юрківка, Шура, Журавлівка.
Також можна здійснювати пересадку на пасажирські потяги на ст. Рахни, Ярошенка, Жмеринка, Вапнярка.

## Населення

### Мова
Розподіл населення за рідною мовою за даними перепису 2001 року:
| Мова       | Кількість | Відсоток |
| ---------- | --------- | -------- |
| українська | 1396      | 98.52%   |
| російська  | 18        | 1.27%    |
| румунська  | 2         | 0.14%    |
| білоруська | 1         | 0.07%    |
| Усього     | 1417      | 100%     |

## Відомі люди
Село Юрківка — батьківщина українського письменника Якова Качури. Загальне визнання дістали його твори «Іван Богун», «Подарунок від незнайомої», «Перемога» та інші, які він створив за два десятиліття своєї літературної діяльності. З перших днів німецько-радянської війни Яків Дем'янович на фронті. Він бере участь в багатьох боях, де проявляє себе мужнім воїном. Письменник потрапив у німецький полон. Загинув у концтаборі. Його пам'яті присвятив свій вірш «Записна книжка» Максим Рильський. У Юрківці на громадських засадах створено літературно-меморіальний музей Я. Д. Качури.
Уродженка Юрківки Уманець Ніна Дмитрівна (нар. 1 травня 1956) — видатна українська спортсменка, срібна призерка Літніх Олімпійських ігор 1980 з академічного веслування у складі вісімки та п'ятиразова чемпіонка світу.
Роман Володимирович Кокошко — український легкоатлет, що спеціалізується у штовханні ядра, чемпіон України, рекордсмен України. На національних змаганнях представляє Одеську область. Народження: 16 серпня 1996 р. (28 років).